# Papp Miklós
Keresztesi Papp Miklós, K. Papp Miklós (Dés, 1837. október 29. – Kolozsvár, 1880. február 12.) hírlapszerkesztő.

## Élete
Papp Joachim jómódú kereskedő (megh. 1873. máj. 12.) és Moldován Katalin (megh. 1879. dec. 24.) szülők fia. Tanulmányait Kolozsvárt kezdette, azonban beteges volta miatt abbahagyta és egészsége helyreállítása céljából apjának keresztesi birtokára ment, ahol szépirodalmi és történelmi tanulmányokkal foglalkozott. Nagy hajlammal bírt a történelem búvárlatához pályája kezdetétől egész végig. Írói munkálkodásának java részét históriai tárgyak feldolgozása tölti be; adatgyűjtéseivel sok hasznos szolgálatot tett a magyar történeti irodalom számára. 1860-ban lett hírlapíró, előbb a Korunk, majd a Kolozsvári Közlöny dolgozótársa volt. Kötelességszabta munkáján kívül elbeszéléseket írt kolozsvári és budapesti lapoknak, két regényt és történelmi nagyobb művet. Az 1865-ös országgyűlés alatt kezdett többet és tüzetesebben foglalkozni politikai dolgokkal. Végül Kolozsvárt megalapította a Magyar Polgár című balközép politikáját követő napilapot, melynek első száma 1867. március 17-én jelent meg, és szerkesztette halála napjáig; lapját saját nyomdájában állította ki, melyet mint vállalkozó 1871. január 1-jétől a líceumtól bírt és gőzerőre is berendezett. Az 1860-as években ismételve nagyobb utat tett Német- és Franciaországban, 1869-ben pedig Keleten. Megjárta ekkor Olasz-, Görög- és Törökországot, Szíriát és Palesztinát. Keleti útjáról két ízben közölt terjedelmes leirásokat a Magyar Polgárban. Tagja volt a Petőfi- és Kemény Zsigmond Társaságnak és bizottsági tagja a Kolozsvári városi választmánynak. Udvarias, finom műveltségű férfiú volt; házában, az ő és neje Szabó Józefa (egykori színésznő) társaságában, igen sok erdélyi főúr, a környék értelmisége s az Erdélybe utazó idegenek fordultak meg. Nagyértékű okmány-, hírlap- és könyvgyűjteményt hagyott hátra; különösen gazdag 1848-49 hírlapgyűjteménye.

## Írásai
Beszélyei a Vasárnapi Ujságban (1858., 1860), a Hölgyfutárban (1858-1861)., a Két Garasos Ujságban (1859), a Kolozsvári Szinházi Közlönyben (1859-1868), a Képes Újságban (1859-60), a Családi Körben (1863) és saját lapjaiban jelent meg; cikkei a Történeti Lapokban (I. 1874-75. Az 1848-49. román mozgalmak történetéhez, Mikor lesz hirlapkönyvtárunk? Mikor született Kossuth Lajos, Még egy adat Kazinczy Ferencz fogsága történetéhez, Mikes Kelemen követsége a havasalföldi vajdához, Konstantinápoly Soliman császár alatt, Udvarhely mult századi monographiájához, Az 1850. ostromállapot történetéhez, A Hora-lázadás történetéhez, A kurucz világ történetéhez, Fáy András, mint a magyar életbiztosító társulat teremtője, Adalékul Cserei Mihály életéhez, Kölcsey Ferencz haláláról, Parnói Molnár Borbála életéhez, Deés város levéltára, Bydeskuti Boldizsár naplója, Kornis István és Petki Anna emlékezete, Gyerőfi Bóra emlékezete, Jósika Gábor emlékezete, Adalék a Lovasiék és Kossuth elfogatásához és peréhez 1837-ben, B. Bánffy Györgyné, b. Wesselényi Zsuzsanna naplója, A conservativ és liberalis pártok 1840 előtt Magyarországon, A magyar nemzeti szinészet történetéhez sat., 1875. Egy felségsértési pör történetéhez, Egy uti napló 1815-17., Kazinczy Ferencz eredeti leveleiből, A magyar szinészet történetéhez, Az 1680. gyulafehérvári gyűlésen felolvasott országos számadások, Az 1836-ban elfogatott Lovassy László és társainak pöréhez, III. 1876. Báró Vay Miklós 1848-ban, Vegyes adatok gyűjteményemből, Idősebb Szilágyi Ferencz emlékezete, Br. Kemény Zsigmond kiadatlan leveleiből, Kossuth Lajos önvédelme fogságából, Ragályi Ábrahám levelei idősb b. Wesselényi Miklóshoz, «A magyar tudós társaság» keletkezése történetéhez, A fekete könyv, Br. Kemény István emlékiratai 1848-49-ből, Lovassy László beszéde Biharmegye közgyűlésén 1835. június 1. a br. Wesselényi Miklós ügyében, Kis Károly levelei br. Wesselényi Miklóshoz, Kun Gergely levele br. Wesselényihez 1848-ban, Egy levél Beőthy Ödöntől, Pataky Mihály levele br. Wesselényihez, Egy kérelem Bem Józsefhez 1849-ből); az Életképekben (1876. báró Kemény Zs. néhány levele); a Hölgyfutárban (Kolozsvár 1876. Vörösmarty levele b. Wesselényi Miklóshoz, Jósika Miklóstól egy érdekes levél 1848. Széchenyi István gr. levele b. Wesselényi Miklóshoz, Pest, 1830. febr. 8., 1877. Vörösmarty levele b. Wesselényihez, Pest, decz. 5. 1846); a M. Polgárban (1878. 10-13. sz. Petőfi polyákja, 1881. 248. sz. Egy epizód Sámi László életéből, az első czikk a Petőfi Társaság Lapjában is). Megjelentek még lapjaiban: A fölségsértési pör Magyarországon 1795-ben; Egy rendőrkém az ifjak társulatában; Adalék a Lovassy-pörhöz; Id. czegei Wass György naplója; Néhány haditörvényszéki ítélet Haynau korából; Egy menyegző a mult században; Egy érdekes adat az 1848-1849. román népfölkelés történetéből) sat. Hirlapcikkeiből a nagyobb terjedelműek különnyomatban is megjelentek.

## Munkái
- Tarka lapok az élet és történet könyvéből. Kolozsvár, 1861. Két kötet. (Új kiadás. Ugyanott, 1864.).
- Régi képek a krónikákból. Történeti elbeszélések. Új kiadás. Uo. 1864.
- Caraffa és az eperjesi vértörvényszék. Pest, 1863. Két kötet. (Történeti Korrajzok I. II. 2. jav. és bőv. kiadás. Kolozsvár, 1870.).
- Az 1735-iki zendülés története. Történeti Korrajz a XVIII. századból Kolozsvár, 1865. (Történeti Korrajzok III.).
- Egy szép asszony története. Regény. Uo. 1866. Két kötet.
- A művészek. Regény. Irta Jámbor Pál. Kiadja ... Uo. 1869.
- Széchenyi István gróf Blick-je. Ford. Uo. 1870.
- Bölöni Farkas Sándor Emlékiratai. Kiadja ... Uo. 1870.
- A vádlottak padján. Regény. Uo. 1874.
- Az élet szinpadáról. Elbeszélések. Uo. 1874.
- Mit beszél a világ? Regény. Uo. (1874. Ism. Figyelő).
- Törvényszék otthon. Regény. Uo. 1875.
- A rab asszony. Regény. Irta Jónás. Uo. 1878.
- Absolon papa. Vígjáték. Uo. 1879.
- Itt is ott is. Kiadja a Petőfi-társaság. Bpest, év n. (Ism. Koszorú 1882.).
- Gróf bethleni Bethlen Kata életének maga által való leírása. Az eredeti kiadás után újra kiadta. Uo. 1881.
- Száz elbeszélés, élet-, útirajz és kaland. Külföldi írók válogatott műveiből. Kiadja K. Papp Miklós. Uo. ... 12. kötet.

### Kéziratban színművei
- Rossz világban élünk, vígjáték egy felvonásban;
- Bajszerző, vígjáték három felvonásban, mely a kolozsvári pályázaton dicséretet nyert és többször előadták;
- Judit asszony, népdráma, mely a vidéki színpadoknak repertoir-darabja volt, először 1878. február 23-án adták elő Kolozsvárt;
- Az ördög bibliája, népdráma (először a budapesti Népszínházban mutatták be 1879. január 24.).

Szerkesztette a Magyar Polgáron kívül a Jónás Lapja c. baloldali politikai hetilapot 1873. január 5-től december 28-ig; a Történeti Lapokat, mely 1874. április 2-tól 1876. december 31-ig hetenként jelent meg és nagy részét maga írta; a Hölgyfutár c. szépirodalmi hetilapot 1876. szeptember 28-tól 1878. december 26-ig; a Kolozsvári Nagy Naptárt (1865-67.); a Magyar Polgár Nagy és Kis Naptárát 1869-től, mely utóbbi vállalatok halála után is fennállottak.

## Álnevei
- Jónás; Nagy harang sat.; nevét K. Papp Miklósnak írta.